# Zabrzeźnia-Parcela
Zabrzeźnia-Parcela – dawny majątek, 1934–1969 i od 1994 północno-wschodnia część miasta Głowna, obejmująca swym zasięgiem tereny w okolicy ulicy Konarskiego.
Znajduje się tu zespół dworsko-parkowy "Zabrzeźnia".

## Historia
Obszar ten, zlokalizowany wokół dworku Zabrzeźnia z 1840 roku, stanowił majątek Wincentego Matuszewskiego herbu Topór. Nazwa majątku pochodzi od wsi Zabrzeźnia, położonej po drugiej, wschodniej, stronie rzeki Mrogi. Od 1867 w gminie Bratoszewice. W okresie międzywojennym miejscowość  należała do powiatu brzezińskiego w woj. łódzkim. 16 września 1933 utworzono gromadę Zabrzeźnia w granicach gminy Bratoszewice, składającą się z kolonii Zabrzeźnia (A), osady Moczydła, osady Stara Piła, osady Bukowiec, majątku Zabrzeźnia i wsi Warchołów Stary. 
10 lipca 1934 rozparcelowaną część majątku Zabrzeźnia z folwarkiem (stąd nazwa Zabrzeźnia-Parcela) o powierzchni 123 ha oraz należące do tego majątku łąki włączono do Głowna.
1 stycznia 1970, po 36 latach, obszar ten (115,09 ha) wyłączono z Głowna włączając go jako samodzielną miejscowość do gromady Głowno w powiecie łowickim w woj. łódzkim. W 1971 roku Zabrzeźnia-Parcela liczyła 126 mieszkańców.
Od 1 stycznia 1973 w nowo utworzonej gminie Głowno w powiecie łowickim, gdzie utworzyła sołectwo. W latach 1975–1994 miejscowość należała administracyjnie do województwa łódzkiego.
1 lipca 1994 Zabrzeźnię-Parcelę (115,10 ha) włączono po raz drugi do Głowna.